# Britney Spears: American Dream
Britney Spears: American Dream es un juego de rol casual gratuito que fue lanzado en iOS y Android por los creadores de Kim Kardashian: Hollywood, Glu Mobile. El juego se lanzó el 13 de mayo de 2016 en países seleccionados para su prueba y se lanzó en todo el mundo el 18 de mayo de 2016. En el juego, el objetivo del jugador es aumentar su fama y reputación, comenzando en la lista E y ascendiendo hasta la lista A. El juego está liderado por la cantante estadounidense Britney Spears y presenta apariciones regulares de su personaje.

## Antecedentes
El nombre del juego se deriva de la letra de la canción de Britney, "Piece of Me", donde canta "I'm miss american dream, since I was seventeen". La pista instrumental de "Piece of Me" también se puede escuchar en el juego durante algunas tareas.

## Trama
El juego comienza con el personaje del jugador y Britney Spears en un avance en Planet Hollywood, y hablan sobre cómo comenzó su carrera. Esto nos recuerda al juego actual con ellos en Microbe Music, donde están trabajando, y su jefe, Wallace, les pide que repongan los CD. Luego, la mejor amiga del personaje del jugador, Sara Williams, llama y les alerta de la presencia de Britney en Starbeans.
El personaje del jugador le pide a Wallace que se vaya temprano, a lo que él accede, y el personaje del jugador visita Starbeans para ver a Britney pidiendo un Strawberry Whippaccino. Luego le piden a la barista, Astrid, que cante en el micrófono abierto. Ella acepta y actúan para Britney. Ella le dice al personaje del jugador que ama su voz y lo invita a una fiesta en String para conocer a algunas personas importantes.
En String, le presenta el personaje del jugador a Anne Means, una poderosa gestora de talentos. Anne les dice que consigan un concierto en The Venom Room y luego hagan un seguimiento con ella, por lo que se dirigen a Venom Room. Ven a Della Jackson allí buscando un reemplazo para Aston Kole, que no se presentó. El personaje del jugador la convence para que los deje actuar en lugar de Aston y, una vez que lo hacen, ganan sus primeros fanáticos.
Sin embargo, cuando salen, tienen una acalorada discusión con Aston, quien luego se convierte en su rival en el juego. Después de estos eventos, el personaje del jugador se dirige a la oficina de Anne para una audición. Ella acepta representarlos y les dice que graben un sencillo en Sound Town, por lo que graban su sencillo debut de inmediato y pronto estarán en las listas mundiales: este es el comienzo de su camino hacia la fama.

## Instrucciones
En Britney Spears: American Dream, los jugadores pretenden aumentar su reputación personalizando a las estrellas del pop en ciernes y llevándolas desde presentaciones locales hasta ascender en la escalera del éxito con todo el brillo y el glamour del negocio. Los usuarios graban sencillos exitosos, diseñan su propia portada, cenan en el restaurante Koi, defienden a cantantes rivales y actúan en una variedad de lugares, desde la cafetería local hasta el escenario de Spears en el Planet Hollywood de Las Vegas.